# Ilmari Nurminen
Ilmari Taisto Nurminen, född 24 februari 1991 i Vammala, är en finländsk socialdemokratisk politiker. Han var ledamot av Finlands riksdag 2015–2025.
Nurminen blev invald i riksdagsvalet 2015 med 5 079 röster från Birkalands valkrets.

## Utmärkelser
- Riddartecknet av I klass av Finlands Lejons orden,  6 december 2023[3]

[Redigera Wikidata]